# Carlos Manuel Torres
Carlos Manuel Torres Núñez (Asunción, 27 aprile 1970) è un arbitro di calcio paraguaiano, internazionale dal 1998 al 2015.

## Carriera
La sua carriera ha un primo sussulto nel 2004, quando viene selezionato per il torneo calcistico delle Olimpiadi di Atene, dove gli tocca, fra le altre gare, anche il quarto di finale Italia-Mali.
Ha arbitrato durante la Copa América 2007 e 45 gare in Coppa Libertadores dal 2000 a oggi; inizialmente incluso nella lista dei 54 pre-selezionati per Sudafrica 2010., viene poi scartato nel taglio successivo che avrebbe ridotto la lista dei candidati a sole 38 unità (fra le quali l'altro direttore di gara paraguaiano Carlos Amarilla).
Nel 2007, convocato per dirigere al Campionato mondiale di calcio Under-17 in Corea del Sud, è poi costretto a rinunciare per l'inefficienza nei test atletici dei guardalinee a cui era abbinato.
È stato impiegato in ben tre semifinali di Copa Libertadores (2006-2007 e 2009).
Nel 2010 è designato per la finale di andata di Copa Sudamericana, e successivamente è convocato in vista della fase finale di Copa América, ma deve rinunciare a causa di un infortunio.